# Рио-Верде (река, впадает в Тихий океан)
Ри́о-Ве́рде (в верхнем течении — Атоя́к; исп. Río Verde — «зелёная река») — река в юго-западной части Мексики, протекающая по территории штата Оахака. Длина реки — 342 км. Площадь водосборного бассейна — 18 812 км². Расход воды — 191,8 м³/с (6046 гм³/год), на водомерной станции Пасо-де-Рейна ниже впадения Атояка — 135,26 м³/с.

## Гидрография
Начинается на высоте 2400 м над уровнем моря. Течёт в общем южном направлении. Основной приток — река Атояк, впадает слева.

## Историческое значение
Археологические исследования свидетельствуют:
- В поздний формативный период (400—100 гг. до н. э.) в долине существовали развитые мезоамериканские поселения[5]
- В классический период (550—800 гг. н. э.) региональным центром было городище Рио-Вьехо[5]

## Современные проблемы

### Экологические угрозы
Основные проблемы бассейна:
- Загрязнение промышленными и бытовыми стоками
- Деградация почв и вырубка лесов
- Чрезмерный водозабор для орошения[6]

### Конфликт вокруг ГЭС
Проект строительства гидроэлектростанции в Пасо-де-ла-Рейна вызывает сопротивление:
- Местные общины опасаются затопления земель
- Зафиксированы случаи насилия против активистов (5 убитых в 2021 году)[7]